# Sant'Egidio alla Vibrata
Sant'Egidio alla Vibrata är en ort och kommun i provinsen Teramo i regionen Abruzzo i Italien. Kommunen hade 9 724 invånare (2018).